# Seznam belgijskih pevcev
Seznam belgijskih pevcev.

## A
- Salvatore Adamo (italijansko-belgijski)
- Rick Allison
- Dick Annegarn
- Geike Arnaert
- Natacha Atlas

## B
- Roberto Bellarosa
- Gert Bettens
- Sarah Bettens
- Jacques Brel

## C
- Stef Caers - Gustaf
- Jonatan Cerrada
- Robert Cogoi (Mirko Kogoj)
- Annie Cordy
- Crabben (Jan van der Crabben?)

## D
- José van Dam
- Marie Daulne
- Eva Dell'Acqua
- Jean-Luc De Meyer
- Barbara Dex

## F
- Lara Fabian

## G
- Gotye (Wouter/Wally De Backer) (belg.-avstral.)
- Rocco Granata (ital.-belgijski)
- Laura Groeseneken - Sennek

## H
- Arno Hintjens
- Axel Hirsoux

## E
- Peter Evrard

## F
- Lara Fabian (Lara Sophie Katy Crokaert) (kanadsko-belgijska)

## G
- Gustaf (Stef Caers)

## J
- Richard Jonckheere

## K
- Sandra Kim
- Dani Klein
- Flip Kowlier

## L
- Fud Leclerc
- Esther Lekain
- Lio (Wanda Maria Ribeiro Furtado Tavares de Vasconcelos: portugalsko-belgijska)
- Helmut Lottie

## M
- Jérémie Makiese
- Mony Marc
- Maurane (Claudine Luypaerts)
- Wim Mertens
- Brian Molk (škotsko-belgijsko-ameriški)

## N
- Loïc Nottet

## O
- Patrick Ouchène

## P
- Belle Perez (Maribel Pérez) (špan. rodu)

## R
- Axelle Red (Fabienne Demal)
- Kate Ryan (Katrien Verbeeck)

## S
- Stromae (Paul Van Haver)
- Selah Sue

## T
- Laura Tesoro
- The Singing Nun (Sœur Sourire; pr.i. Jeanne-Paule Marie Deckers)

## V
- Wannes Van de Velde
- Pablo Villafranca

## W
- Dana Winner (Chantal Ernestine Vanlee)

## X
- Xandee (Sandy Boets)